# Ислам в Колумбии
Ислам в Колумбии одна из малочисленных религий. Количество мусульман в Колумбии составляет около 14 000 человек. В крупных городах Колумбии (Сан-Андрес, Богота, Гуахира и др.) открыты мусульманские общественные организации, а также начальные школы (медресе) в Боготе и Майкао. В Майкао расположена вторая по величине мечеть на континенте — мечеть Умара ибн аль-Хаттаба.
Большинство арабских иммигрантов приехали в Колумбию в конце XIX в начале XX века из Сирии, Ливана и Палестины.